# Fidel Vázquez
Fidel Vázquez Arroyo (Guadalajara, Jalisco, México 20 de mayo de 1989) es un futbolista mexicano que juega en la demarcación de defensa y actualmente milita en los Leones Negros de la U. de G. de la Liga de Ascenso de México. 

## Trayectoria

### Inicios
Inició en las fuerzas básicas de los Leones Negros de la U. de G..
Debuta con los Guerreros de Tabasco en el torneo Apertura 2007 de la Segunda División de México, en un partido ante los Jaguares de Tabasco, en el cual su equipo ganaría 4 goles a 1. Se consolida fácilmente en el equipo, jugando la mayoría de los partidos del equipo. Consigue jugar la liguilla del Clausura 2008 ante Pachuca Juniors, duelo cuyo equipo perdería por un marcador global de 6 goles a 2.
Para el torneo Apertura 2008 ficha por los Vaqueros de Ixtlán, equipo el cual le da la titularidad y juega prácticamente todos los partidos de ese año futbolístico.

### Leones Negros de la U. de G.
Con el regreso al fútbol profesional de los Leones Negros de la U. de G., se une al plantel de los universitarios. Durante la temporada 2009-2010 varia entre el primer equipo y los Cachorros U. de G. de la Segunda División, no obstante, a partir del torneo Independencia 2010 comienza a jugar exclusivamente en la filial, donde se convierte fácilmente en titular. 
Finalmente, en el torneo Clausura 2013 regresa a jugar en la división de ascenso con el primer equipo. En este torneo juega la liguilla con los universitarios, cayendo en la estancia de cuartos de final frente al Neza FC. Logra el campeonato en el torneo Apertura 2013 y posteriormente el ascenso a la máxima categoría ganando la Final de Ascenso 2013-14.
Durante la estancia del equipo en la Primera División, Fidel no fue considerado en este, y era llevado a jugar con el equipo sub-20. 
Tras el descenso del equipo, nuevamente regresó a jugar con el primer equipo, manteniéndose con cierta titularidad a la fecha.

## Clubes
| Club                         | País   | Año               |
| ---------------------------- | ------ | ----------------- |
| Guerreros de Tabasco         | México | 2007-2008         |
| Vaqueros de Ixtlán           | México | 2008-2009         |
| Cachorros U. de G.           | México | 2009-2012         |
| Leones Negros de la U. de G. | México | 2013 - Actualidad |

## Palmarés

### Títulos nacionales
| Título                    | Club                         | País   | Año    |
| ------------------------- | ---------------------------- | ------ | ------ |
| Liga de Ascenso de México | Leones Negros de la U. de G. | México | A-2013 |
| Campeón de Ascenso        | Leones Negros de la U. de G. | México | 2014   |